# Hattemer Bilingue
Hattemer Bilingue (anciennement cours Hattemer) est un établissement d'enseignement privé laïc français, sans contrat avec l’Éducation nationale, accueillant des élèves de la maternelle et de l'élémentaire.
Il existe deux écoles dans Paris : dans le 8e et dans le 16e arrondissements.

## Historique et description
À la fin du XIXe siècle, Rose Hattemer, préceptrice d'origine alsacienne, enseigne à Paris à de jeunes enfants, à son domicile. Sa pédagogie consiste à établir un programme spécifique pour chaque enfant. Elle loue des locaux à Paris, pour héberger les cours. L'école est fondée en 1885.
En janvier 2012, les directeurs Jean-Pierre Jousse et son épouse sont remplacés par Pierre Lansonneur et ses associés Jean Schmitt et Philippe Sereys de Rothschild. Des classes secondaires sont également ouvertes, ainsi que des cours par correspondance. 1 500 élèves y étudient de la maternelle au baccalauréat, la moitié par correspondance. Ils sont encadrés par une centaine de professeurs.
Depuis fin 2017, Hattemer fait partie du groupe d'écoles internationales NACE Schools.
En 2023, Cours Hattemer devient Hattemer Bilingue. À la rentrée 2023, l'école deviendra un établissement primaire uniquement ; l'établissement accueillait également jusque-là des élèves de collège et de lycée.
En 2013, les frais de scolarité vont de 5 500 euros par an en classe de maternelle à 8 500 en terminale.

## Méthode d'enseignement
L’établissement étant hors contrat, il définit lui-même ses programmes et ses méthodes pédagogiques. Il prône le modèle de la répétition ; des dictées accompagnent l'enseignement de la grammaire et de la conjugaison. Hattemer préconise une méthode syllabique pour la lecture, et un boulier pour compter. Il y a un tableau de récompenses en fin d’année.
Une fois par semaine, se déroule le « Grand Cours », moment d’interrogation et de vérification des acquisitions des élèves. 

## Personnalités liées à l'établissement

### Élèves
Le cours a compté plusieurs personnalités parmi ses élèves, notamment : 
- Jacques Chirac[5]
- Valéry Giscard d'Estaing[6]
- Rainier III de Monaco[3]
- Jean d'Ormesson[7]
- Jean-Paul Sartre[1]
- Élisabeth Badinter[3]
- Françoise Sagan[8],[3]
- Anne Sinclair[1]
- Christine Ockrent[1]
- Christophe Dechavanne[3]
- Anne Queffélec[9]
- Brigitte Bardot[10]
- Elsa Lunghini[11]
- Michel Polnareff[3]
- Patrick Dewaere[3]
- Karim Aga Khan
- L'empereur Bảo Đại
- Pierre de Boisdeffre
- Jean-Denis Bredin
- Alain Calmat
- Jacques Chaban-Delmas[6]
- Claude Cheysson
- Bruno Cremer
- Étienne Dailly
- Olivier Dassault
- Bernard Debré
- Jean-Louis Debré
- Françoise Dorin
- Robert Louis-Dreyfus
- Jacques Friedel
- Bernard Gavoty
- Jacques de Lacretelle
- Jacques Laffitte
- Bertrand Meyer
- Anne Méaux
- Stéphanie de Monaco
- Michel Poniatowski
- Yann Queffélec
- Édouard de Rothschild
- Dominique Frémy
- Véronique Sanson
- Jean-Bertrand Pontalis
- Michel Seydoux
- Odette Spingarn

### Professeurs
- Geoffroy Dauvergne, professeur de dessin dans les années 1950